# Кюнзегеш Юрій Шойдакович
Кюнзеге́ш Юрій Шойдакович (17 листопада 1927, містечко Арбик, тепер Тоджинського району республіки Тива — 9 листопада 2000, Кизил, РФ) — тувинський радянський поет. Народний письменник Туви (1997).

## Біографія
У 1951 році закінив Абаканський вчительський інститут, у 1960 році — Вищі літературні курси при Літературному інституті у Москві. Працював редактором у пресі, головним редактором Тувинського книжкового видавництва. Член КПРС з 1956 року.

## Твори
Друкуватися почав у 1944 році. Автор збірок тувинською мовою — «Степові мотиви» (1953), «Прапор дружби» («Найыралдын тугу», 1956), «Пісня молодшого брата» (1963), «Щоб поділитися радістю» («Оорушкумну улежир дээш»,1970), «Орел. Любов. Праця» («Эзир. Ынакшыл. Ажыл», 1972), «Вибране» (1977); російською — «Вірші» (1954), «Серце Саян» (1968), «Меч Багіра» (1976), в яких оспівав любов до батьківщини, віру в дружбу, у світле майбутнє. Співавтор книжки «Тувинська література» («Тыва литература», 1964).
Ряд віршів присвятив Україні («Україна» та інші), Т. Шевченкові — статтю «Вірші, написані в неволі» (1964). Перекладач творів Т. Шевченка, І. Франка. С. Олійника та ін. З творів Т. Шевченка переклав «Ой одна я, одна», «Згадайте, братія моя», «Рано-вранці новобранці», «Не тополю високую», «В неволі тяжко», «Мені однаково», переклади яких вміщено у газеті «Тувинська молодь» («Тываның аныяктары», 1964, 8 березня). 9 березня 1964 у Кизилі виголосив промову на вечорі пам'яті Т. Шевченка.